# Rhyothemis fulgens
Rhyothemis fulgens är en trollsländeart som beskrevs av Kirby 1889. Rhyothemis fulgens ingår i släktet Rhyothemis och familjen segeltrollsländor. Inga underarter finns listade i Catalogue of Life.